# 日本統治時代の台湾の師範教育機関
日本統治時代の台湾の師範教育機関（にほんとうじだいのたいわんのしはんきょういくきかん）の設立時期と、その後をまとめた記事である。

## 台北第一

### 戦前
1896年 - 国語学校設立。
1899年 - 台北師範学校（初代）設立。
1902年 - 台北師範学校（初代）廃止。
1918年 - 国語学校を台北師範学校（二代目）と改名。
1927年 - 台北師範学校（二代目）を台北第一師範学校と改名。
1943年 - 台北第二師範学校へ移管され、台北師範学校（三代目）予科と改名、女子部も設置。

### 戦後
1945年 - 中華民国に接収され、台北師範学校から分離、台湾省立台北女子師範学校と改名。
1964年 - 台湾省立台北女子師範専科学校に改組、五年制（高等専門学校）。
1967年 - 台北市へ移管され、台北市立女子師範専科学校と改名。
1978年 - 台北市立師範専科学校と改名。
1987年 - 台北市立師範学院に改組。
2005年 - 台北市立教育大学に改組。
2013年 - 台北市立体育学院との合併により台北市立大学に改組。

## 台北第二

### 戦前
1927年 - 台北第二師範学校設立。
1943年 - 台北師範学校（三代目）と改名、専門学校となる。

### 戦後
1945年 - 中華民国に接収され、台湾省立台北師範学校と改名。
1961年 - 台湾省立台北師範専科学校に改組、三年制（短期大学）。
1963年 - 五年制（高等専門学校）となる。
1987年 - 台湾省立台北師範学院（学芸大学）に改組。
1991年 - 国立へ移管され、国立台北師範学院と改名。
2005年 - 国立台北教育大学に改組。

## 新竹

### 戦前
1940年 - 新竹師範学校設立。
1943年 - 台中師範学校へ移管され、台中師範学校予科と改名。

### 戦後
1945年 - 中華民国に接収される
1946年 - 台中師範学校から分離、台湾省立新竹師範学校と改名。
1965年 - 台湾省立新竹師範専科学校に改組、五年制（高等専門学校）。
1987年 - 台湾省立新竹師範学院（学芸大学）に改組。
1991年 - 国立へ移管され、国立新竹師範学院と改名。
2005年 - 国立新竹教育大学に改組。
2017年 - 国立清華大学と併合し、国立清華大学南大校区と改名。

## 台中

### 戦前
1899年 - 台中師範学校（一代目）設立。
1902年 - 台中師範学校（一代目）廃止。
1923年 - 台中師範学校（二代目）設立。
1943年 - 専門学校となる。

### 戦後
1945年 - 中華民国に接収され、台湾省立台中師範学校と改名。
1960年 - 台湾省立台中師範専科学校に改組、三年制（短期大学）。
1963年 - 五年制（高等専門学校）となる。
1987年 - 台湾省立台中師範学院（学芸大学）に改組。
1991年 - 国立へ移管され、国立台中師範学院と改名。
2005年 - 国立台中教育大学に改組。

## 彰化

### 戦前
1944年 - 彰化青年師範学校設立。

### 戦後
廃止

## 台南

### 戦前
1899年 - 台南師範学校（一代目）設立。
1904年 - 台南師範学校（一代目）廃止。
1918年 - 国語学校台南分校設立。
1919年 - 国語学校台南分校を台南師範学校（二代目）と改名。
1943年 - 専門学校となる。

### 戦後
1945年 - 中華民国に接収され、台湾省立台南師範学校と改名。
1962年 - 台湾省立台南師範専科学校に改組、三年制（短期大学）。
1963年 - 五年制（高等専門学校）となる。
1987年 - 台湾省立台南師範学院（学芸大学）に改組。
1991年 - 国立へ移管され、国立台南師範学院と改名。
2002年 - 国立台南大学（総合大学）に改組。

## 屏東

### 戦前
1940年 - 屏東師範学校設立。
1943年 - 台南師範学校へ移管され台南師範学校予科と改名。

### 戦後
1945年 - 中華民国に接収され、台南師範学校から分離、台湾省立屏東師範学校と改名。
1965年 - 台湾省立屏東師範専科学校に改組、五年制（高等専門学校）。
1987年 - 台湾省立屏東師範学院（学芸大学）に改組。
1991年 - 国立へ移管され、国立屏東師範学院と改名。
2005年 - 国立屏東教育大学に改組。
2014年 - 国立屏東商業技術学院と国立屏東教育大学を併合し、国立屏東大学と改名。 　

## 関連書籍
- 鍾清漢 『日本植民地下における台湾教育史』 多賀出版、1993年 ISBN 4811532015